# Hohenkirchen (Schnaudertal)
Hohenkirchen ist ein zum Ortsteil Bröckau gehöriger Ort der Gemeinde Schnaudertal im Burgenlandkreis (Sachsen-Anhalt). Er ist der südlichste Ort von Sachsen-Anhalt.

## Geografie
Das Gebiet von Hohenkirchen liegt im südlichsten Zipfel des Burgenlandkreises südöstlich von Zeitz. Gleichzeitig bildet Hohenkirchen den südlichsten Ort des Landes Sachsen-Anhalt. Der Ort grenzt im Westen, Osten und Süden an Thüringen (Landkreise Altenburger Land und Greiz). Durch den Ort fließt der Hirschfelder Graben, ein Zufluss der Schnauder.
| Pölzig (Thüringen, Landkreis Greiz)      | Görnitz (Sachsen-Anhalt, Burgenlandkreis)   |                                                                   |
|                                          | Kompassrose, die auf Nachbargemeinden zeigt | Braunshain/Großbraunshain (Thüringen, Landkreis Altenburger Land) |
| Sachsenroda (Thüringen, Landkreis Greiz) |                                             | Hartha (Thüringen, Landkreis Altenburger Land)                    |

## Geschichte

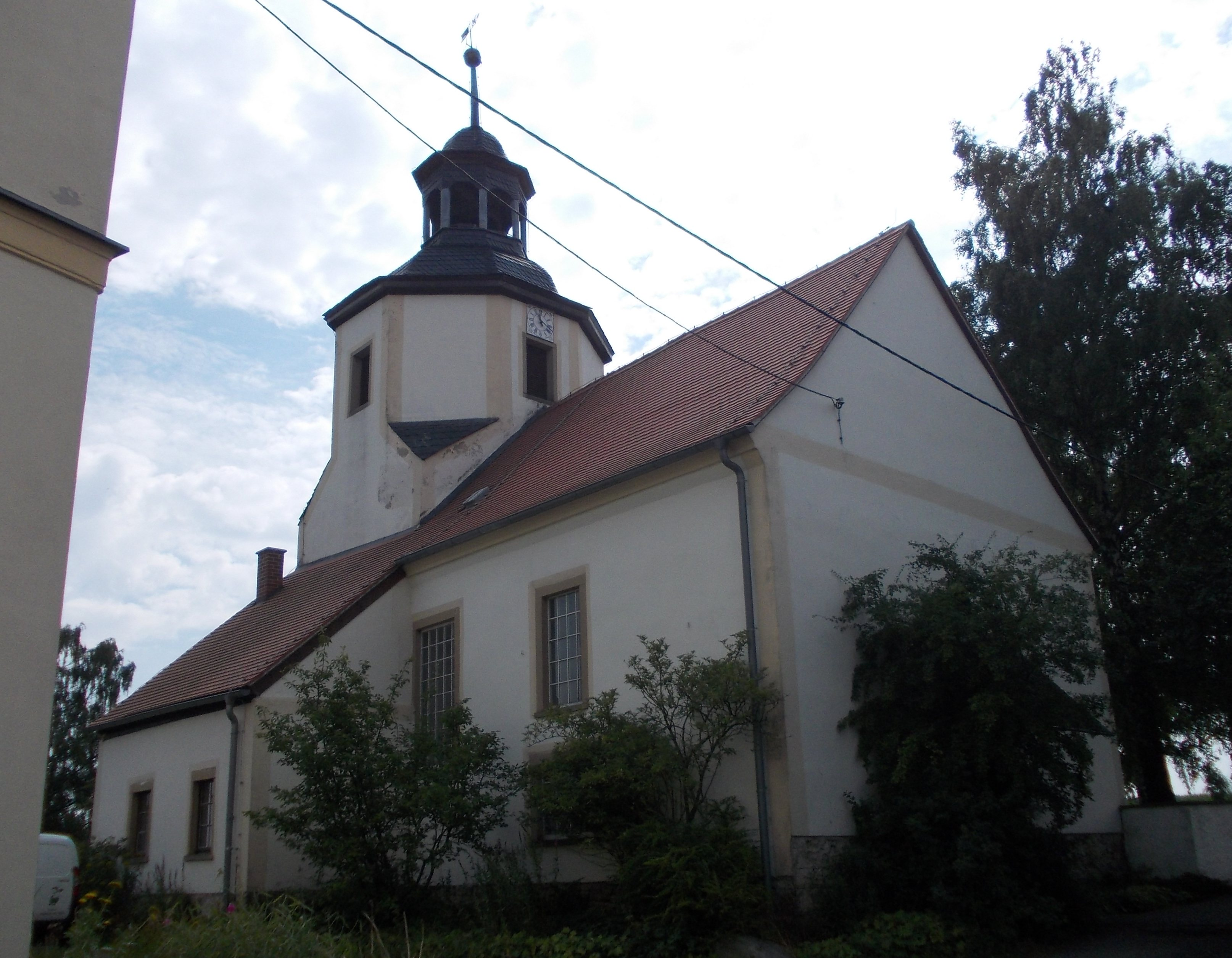
Kirche von Hohenkirchen

Wie die nordöstlich liegenden Kaynaischen Dörfer Tanna, Naundorf, Wernsdorf und Kleinbraunshain im heutigen Thüringen bildete Hohenkirchen bis 1815 eine Exklave, die zum kursächsischen Amt Borna gehörte. Es gehörte somit nicht wie die restlichen Orte der heutigen Gemeinde Schnaudertal zum kursächsischen Amt Zeitz.
Durch die Beschlüsse des Wiener Kongresses kam die bisher zum Amt Borna gehörige Exklave mit Hohenkirchen und den fünf Kaynaischen Dörfern im Jahr 1815 zu Preußen. Das Gebiet ging 1816 im neu gebildeten Landkreis Zeitz im
Regierungsbezirk Merseburg der Provinz Sachsen auf. Nach der Auflösung der preußischen Provinz Sachsen (1815–1944) wurde am 1. Juli 1944 der Regierungsbezirk Merseburg zur Provinz Halle-Merseburg (1944–1945), zu dem nun auch Hohenkirchen im Landkreis Zeitz gehörte. Nach dem Zweiten Weltkrieg kam Hohenkirchen zum Land Sachsen-Anhalt.
Am 1. Juli 1950 wurde Hohenkirchen wie der Nachbarort Braunshain nach Bröckau eingemeindet. Mit der Verwaltungsreform in der DDR am 25. Juli 1952 kam Hohenkirchen als Ortsteil der Gemeinde Bröckau an den Kreis Schmölln im Bezirk Leipzig. Bei der am 1. Januar 1956 erfolgten Rückgliederung der Gemeinde Bröckau (ohne den Ortsteil Braunshain) in den Kreis Zeitz im Bezirk Halle wurde Hohenkirchen der südlichste Ort im Bezirk Halle. Seit 1990 ist Hohenkirchen der südlichste Ort im Land Sachsen-Anhalt. Als Ortsteil der Gemeinde Bröckau kam Hohenkirchen im Jahr 1994 mit dem Landkreis Zeitz zum Burgenlandkreis und am 1. Januar 2010 zur Gemeinde Schnaudertal. Seitdem bilden Bröckau und Hohenkirchen einen gemeinsamen Ortsteil.